# الميكانيكية والكهربائية والسباكة

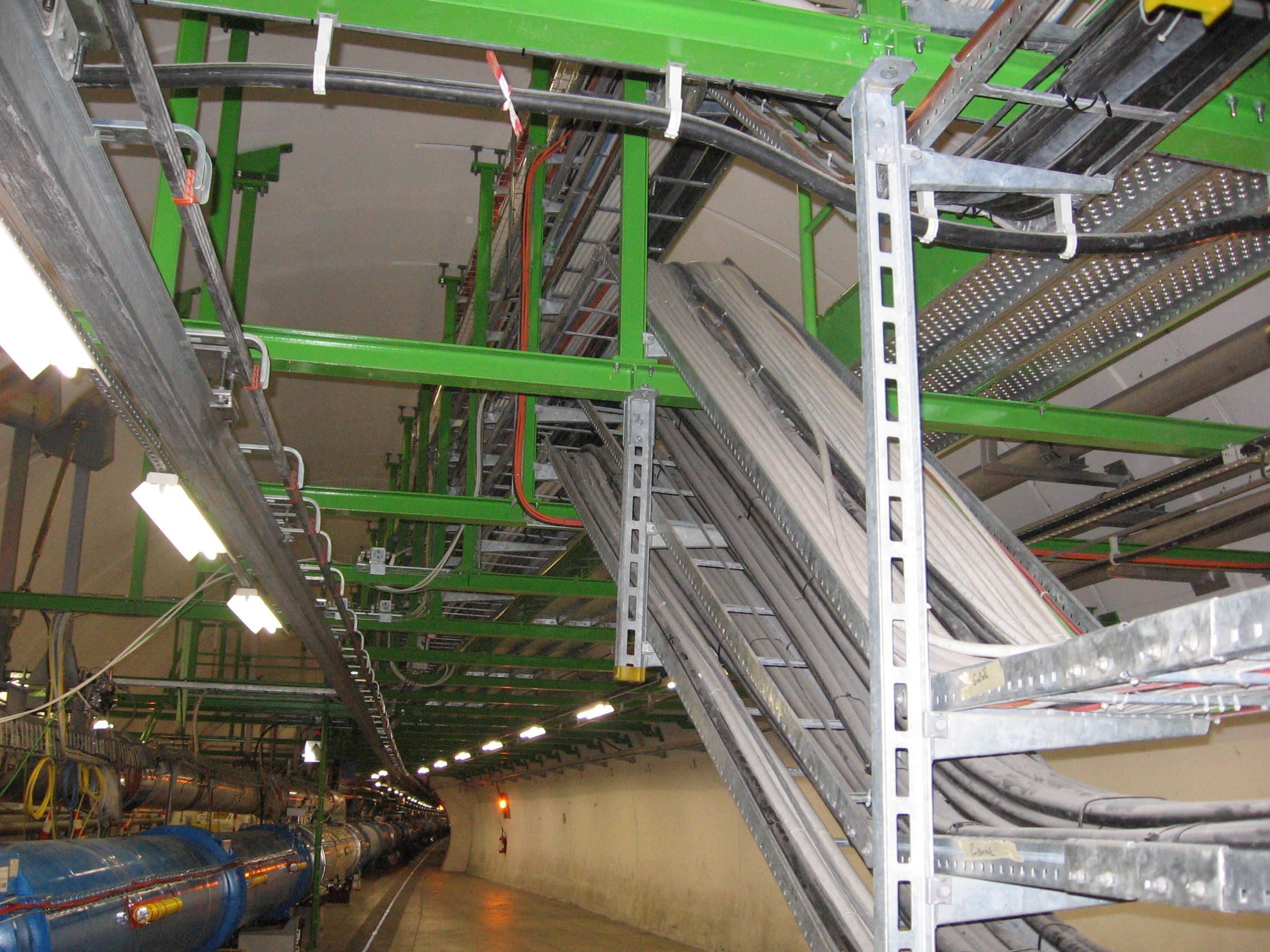
الأنابيب والكابلات مثال على الوحدة بين الميكانيكية والكهربائية والسباكة

الميكانيكية والكهربائية والسباكة (إم إي بّي) تشير إلى هذه الجوانب من تصميم المباني وتشييدها. في المباني التجارية، غالبًا ما تُصمم هذه العناصر شركة هندسية متخصصة. تصميم الميكانيكية والكهربائية والسباكة مهم للتخطيط، وصنع القرار، والتوثيق الدقيق، وتقدير الأداء والتكلفة، والتشييد، وتشغيل/صيانة المرافق الناتجة.
تشمل الميكانيكية والكهربائية والسباكة على وجه التحديد التصميم والاختيار المتعمق لهذه الأنظمة، على عكس قيام الحرفي بتركيب التجهيزات ببساطة. على سبيل المثال: يمكن للسباك اختيار وتركيب نظام الماء الساخن التجاري بناءً على الممارسة العامة والقواعد التنظيمية. يبحث فريق من مهندسي الميكانيكية والكهربائية والسباكة عن أفضل تصميم وفقًا لمبادئ الهندسة، ويزود القائمين على التركيب بالمواصفات التي يطورونها. ونتيجة لذلك، يتعين على المهندسين العاملين في مجال الميكانيكية والكهربائية والسباكة فهم مجموعة واسعة من التخصصات، بما في ذلك الديناميكا، والميكانيكا، والسوائل، والديناميكا الحرارية، ونقل الحرارة، والكيمياء، والكهرباء، والحواسيب.

## التصميم والتوثيق
مثلما هو الحال مع الجوانب الأخرى للمباني، كانت مسودات الميكانيكية والكهربائية والسباكة والتصميم والتوثيق تنجز يدويًا. يتميز التصميم بمساعدة الحاسوب ببعض المزايا مقارنة بهذا التصميم، وغالبًا ما يتضمن نمذجة ثلاثية الأبعاد التي تعتبر من ناحية أخرى غير عملية. توفر نمذجة معلومات المباني تصميمًا شاملاً وإدارة التغيير البارامتري لتصميم الميكانيكية والكهربائية والسباكة.
يتطلب الحفاظ على توثيق خدمات الميكانيكية والكهربائية والسباكة أيضًا استخدام نظام المعلومات الجغرافية أو نظام إدارة الأصول.

## عناصر الميكانيكية والكهربائية والسباكة

### الميكانيكية
عادةً ما يكون المكون الميكانيكي في الميكانيكية والكهربائية والسباكة مجموعة عليا من خدمات التدفئة، والتهوية، وتكييف الهواء. وبالتالي، فإنه يتضمن التحكم في العوامل البيئية (السيكرومترية)، سواء من أجل راحة الإنسان أو لتشغيل الآلات. تعتبر التدفئة، والتبريد، والتهوية، والإستهلاك من المجالات الرئيسية التي يجب مراعاتها في التخطيط الميكانيكي للمبنى. في حالات خاصة، يمكن أيضًا تضمين تبريد/تسخين المياه أو التحكم في الرطوبة أو تنقية الهواء. على سبيل المثال: تستخدم مراكز البيانات في غوغل المبادلات الحرارية على نطاق واسع لتبريد خوادمها. يخلق هذا النظام أعباءً إضافيةً بنسبة 12% من استهلاك الطاقة الأولي. يعد هذا تحسنًا كبيرًا عن وحدات التبريد النشطة التقليدية التي تزيد الأعباء فيها عن 30-70%. ومع ذلك، تتطلب هذه الطريقة الجديدة والمعقدة تخطيطًا دقيقًا ومكلفًا من المهندسين الميكانيكيين، الذين يجب أن يعملوا عن كثب مع المهندسين الذين يصممون الأنظمة الكهربائية وأنظمة السباكة للمبنى.
من الاهتمامات الرئيسية للأشخاص الذين يصممون أنظمة التدفئة، والتهوية، وتكييف الهواء الكفاءة، أي استهلاك الكهرباء والمياه. يجري تحسين الكفاءة من خلال تغيير نظام التصميم بكل المقاييس الكبيرة والصغيرة. تعتبر المضخات الحرارية والتبريد التبخيري بدائل فعالة للأنظمة التقليدية، لكنها قد تكون أكثر تكلفة أو أصعب في التنفيذ. وظيفة مهندس الميكانيكية والكهربائية والسباكة هي مقارنة هذه المتطلبات واختيار التصميم الأنسب للعمل.
ليس لدى الكهربائيين والسباكين أعمال متداخلة كثيرة، باستثناء إبقاء الخدمات بعيدةً عن بعضها البعض. يتطلب إدخال الأنظمة الميكانيكية دمج الاثنين بحيث يمكن التحكم في السباكة عن طريق الكهرباء ويمكن خدمة الكهرباء بواسطة السباكة. وهكذا فالمكون الميكانيكي في الميكانيكية والكهربائية والسباكة يوحد المجالات الثلاثة.